# 比较法研究
《比较法研究》是中国政法大学1987年1月创办的比较法学学术期刊，是中国唯一专门研究比较法学的学术刊物，为法学核心期刊。原为季刊，2003年改为双月刊，逢单月月末出版。

## 简介
宗旨是通过对各国法律制度与观念进行比较研究，为中国法制建设的发展和完善提供启发性、可行性的借鉴和思路，并寻求普遍适用的一般法律规则。
现设主要栏目有“人物与思想”、“法学译介”、“法政时评”、“人文对话”、“编者与读者”、“法学信息”。
　　

## 历任主编
- 董璠舆（1987-1988年）
- 潘汉典（1989-1992年）
- 张晋藩（1993-1994年）
- 廉希圣（1995-1997年）
- 朱维究（1997-2000年）
- 米健（2001年1月-现任），中国政法大学比较法学研究院院长、博士生导师。[2]